# Olympo
Olympo är en spansk dramaserie i sportmiljö som hade premiär den 20 juni 2025 på strömningstjänsten Netflix. Seriens första säsong består av åtta avsnitt är skapad av Jan Matheu, Laia Foguet och Ibai Abad.

## Handling
Serien utspelar på ett träningscenter i Pyrenéerna där Spaniens mest lovande elitidrottare samlats. Hur långt är de beredda att gå för att nå toppen?

## Rollista (i urval)
- Clara Galle – Amaia Olaberria
- Nuno Gallego – Cristian Delallave
- Agustín Della Corte – Roque Pérez
- Juan López-Tagle – Jacobo Fuentes